# Průtok vodního toku
Průtok vodního toku je objemový průtok vody v daném profilu vodního toku. Vyjadřuje objem vody, který proteče daným profilem vodního toku za jednotku času. Obvykle se udává v m³s⁻¹ nebo v l·s⁻¹. Odlišným pojmem je odtok, který označuje proces odtékání vody z povodí a udává se v jednotkách objemu za delší časové období.
Obecně se průtok {\displaystyle Q} spočítá jako součin průtočné plochy {\displaystyle S} a střední průřezové rychlosti proudění {\displaystyle v}: {\displaystyle Q=S\cdot v}.
Jako hydrogram se označuje graficky znázorněná závislost průtoku na čase. Časové řady průtoku, resp. hydrogramy jsou podkladem k vyhodnocení hydrologických vlastností příslušných povodí, sestavování vodní bilance a slouží jako pozorovaná výstupní veličina pro hydrologické modelování.

## Maximální a minimální průtoky
Průměrný průtok se spočítá jako aritmetický průměr průtoků za určité období (den, měsíc či rok vztažený ke konkrétnímu letopočtu, např. průměrný průtok v lednu 2010). Naproti tomu pojem dlouhodobý průtok znamená průměrný průtok v daném období vypočtený z dlouhodobé časové řady (např. průměrný roční průtok, průměrný průtok v červnu).
Maximální průtok je nejvyšší průtok za dané období, odpovídá vrcholu (kulminaci) průtokové vlny. Zjišťování a analýza maximálních průtoků jsou důležitou součástí vyhodnocení srážkoodtokových událostí, zvláště povodní.
N-letý maximální průtok (N-letý průtok, N-letá voda) představuje takový maximální průtok, který je dlouhodobě dosažen nebo překročen jednou za {\displaystyle N} let. Pravděpodobnost výskytu (označovaná také jako doba opakování či perioda) N-letého průtoku je tedy {\displaystyle 1/N}.
Pro odvození N-letých průtoků se vychází z čáry překročení maximálních ročních průtoků, která je získána pozorováním. Tato čára je nahrazena teoretickým rozdělením pravděpodobnosti, používá se zpravidla logaritmicko-normální rozdělení, a z něho jsou následně zjišťovány hodnoty pro požadované doby opakování. V případě profilů bez pozorování průtoků lze uplatnit regresní vztahy nebo využít srážkoodtokové modelování.
Zásadní význam mají N-leté průtoky při navrhování staveb vodních děl, ta jsou dimenzována na bezpečné převedení návrhového průtoku s určitou N-letostí. V Česku se zajišťuje ochrana před povodněmi u sídel nejčastěji na 100letou vodu (Q100), u přehrad až na 10 000letou vodu (Q10000). K záplavovým územím stanoveným pro průtoky s různou dobou opakování se přihlíží při činnostech jako územní plánování nebo pojišťování nemovitostí.
N-letý minimální průtok je definován jako nejmenší průměrný denní průtok, který je dlouhodobě dosažen nebo podkročen jednou za N let.
M-denní průtok je průměrný denní průtok, který je dosažen nebo překročen během M dní v roce. Udává se buď pro konkrétní rok, nebo pro dlouhodobé průměrné denní či měsíční průtoky. Oblast minimálních průtoků je důležitá pro užívání vod i pro zajištění ekologické funkce vodního toku. Podle vodního zákona stanovuje v ČR vodoprávní úřad minimální zůstatkový průtok, tím většinou bývá určitý M-denní průtok.

## Měření průtoku

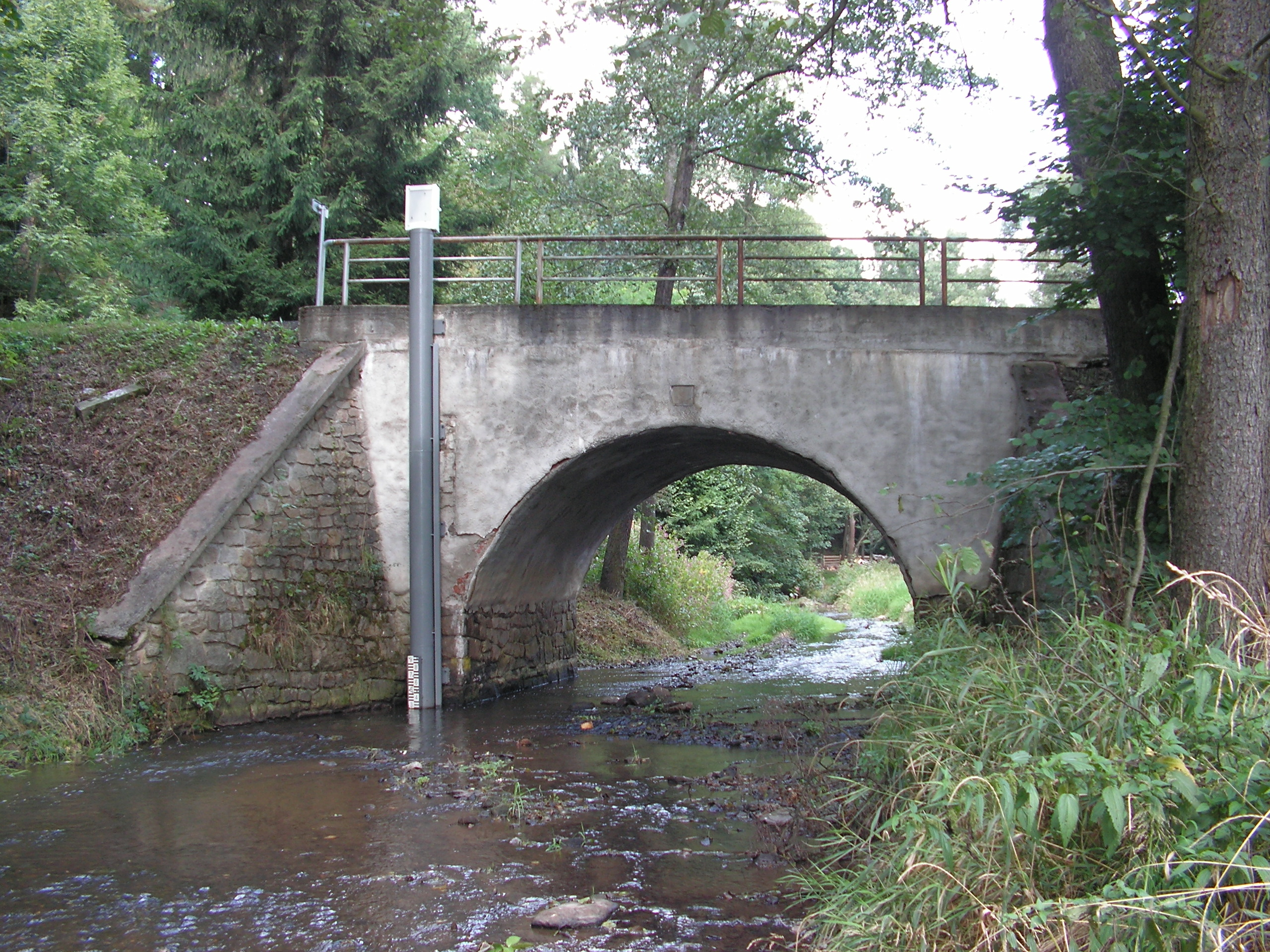
Vodoměrná stanice s limnigrafem na Sázavce

Základní metodou je hydrometrování, kdy se pomocí počtu otáček hydrometrické vrtule či jiným způsobem zjišťují bodové rychlosti proudění v jednotlivých místech příčného profilu, a to v různých vzdálenostech od břehu a v různých hloubkách. Z měření ve stejných vzdálenostech pro různé hloubky se vypočítají průměrné svislicové rychlosti. Dílčí průtok se pro každou svislici vypočítá vynásobením průměrné svislicové rychlosti příslušnou průtočnou plochou. Celkový průtok toku je pak součtem všech průtoků dílčích (odvozených od jednotlivých svislic).
Malé průtoky se dají přesněji měřit přímo zachycením celého průtoku do nádoby známého objemu a změřením času potřebného k jejímu naplnění.
Venturimetrem se průtok určí na základě rozdílu tlakových výšek vody proudící v běžném a zúženém profilu.
Počátkem 21. století se začala pro větší toky využívat zařízení ADCP, která využívají Dopplerova jevu. Na plováku jsou umístěna čidla vysílající ultrazvukové impulsy, z odražených signálů je zjišťován tvar koryta a měřeny rychlosti proudění.

### Metody bez měření rychlostí
Nepřímo se dá průtok odvodit z vodního stavu (měřeného vodočtem nebo limnigrafem), a to při znalosti konsumpční křivky, udávající závislost průtoku na výšce hladiny. Tuto křivku je možno zjistit experimentálně (hydrometrováním) nebo teoreticky (Chézyho rovnicí). Podmínkou správného vyčíslení průtoku je stálost koryta a hydraulických poměrů v profilu, v praxi je nutné konsumpční křivky pravidelně aktualizovat.
Limnigrafy jsou použity také v síti vodoměrných stanic v České republice, kterou spravuje Český hydrometeorologický ústav.
Na měrných přelivech průtok závisí na výšce přepadového paprsku, používají se například Ponceletův přeliv (obdélníkový výřez) nebo Thomsonův přeliv (výřez tvaru pravoúhlého trojúhelníka).
Další metodou je přimísení látky o určité koncentraci do vodního toku (používá se například chlorid sodný) a zjištění její koncentrace v profilu níže po proudu. Průtok se pak vypočítá podle směšovací rovnice.

## Galerie

Měření průtoku metodou ADCP na řece Vltavě v Boršově nad Vltavou
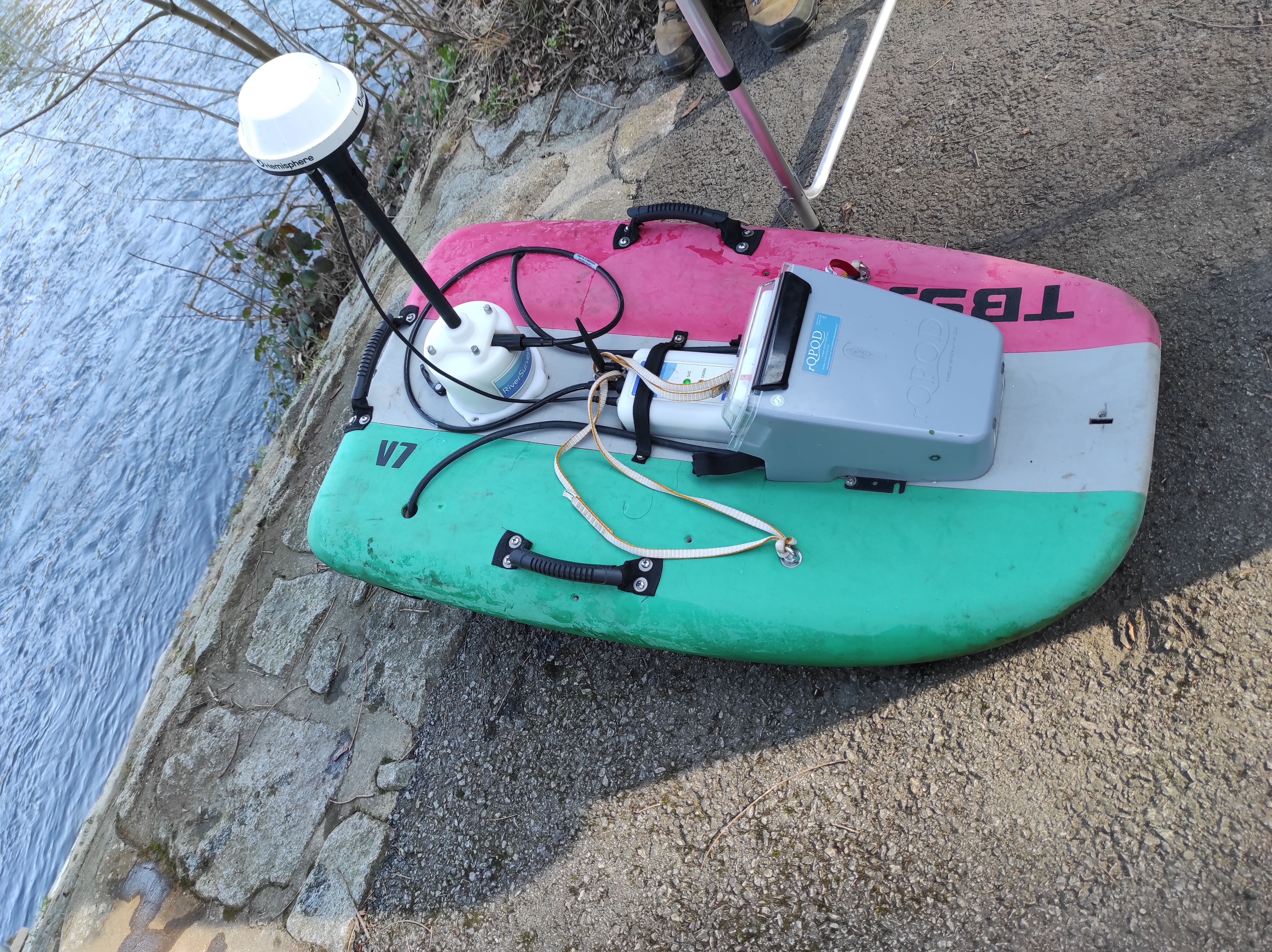
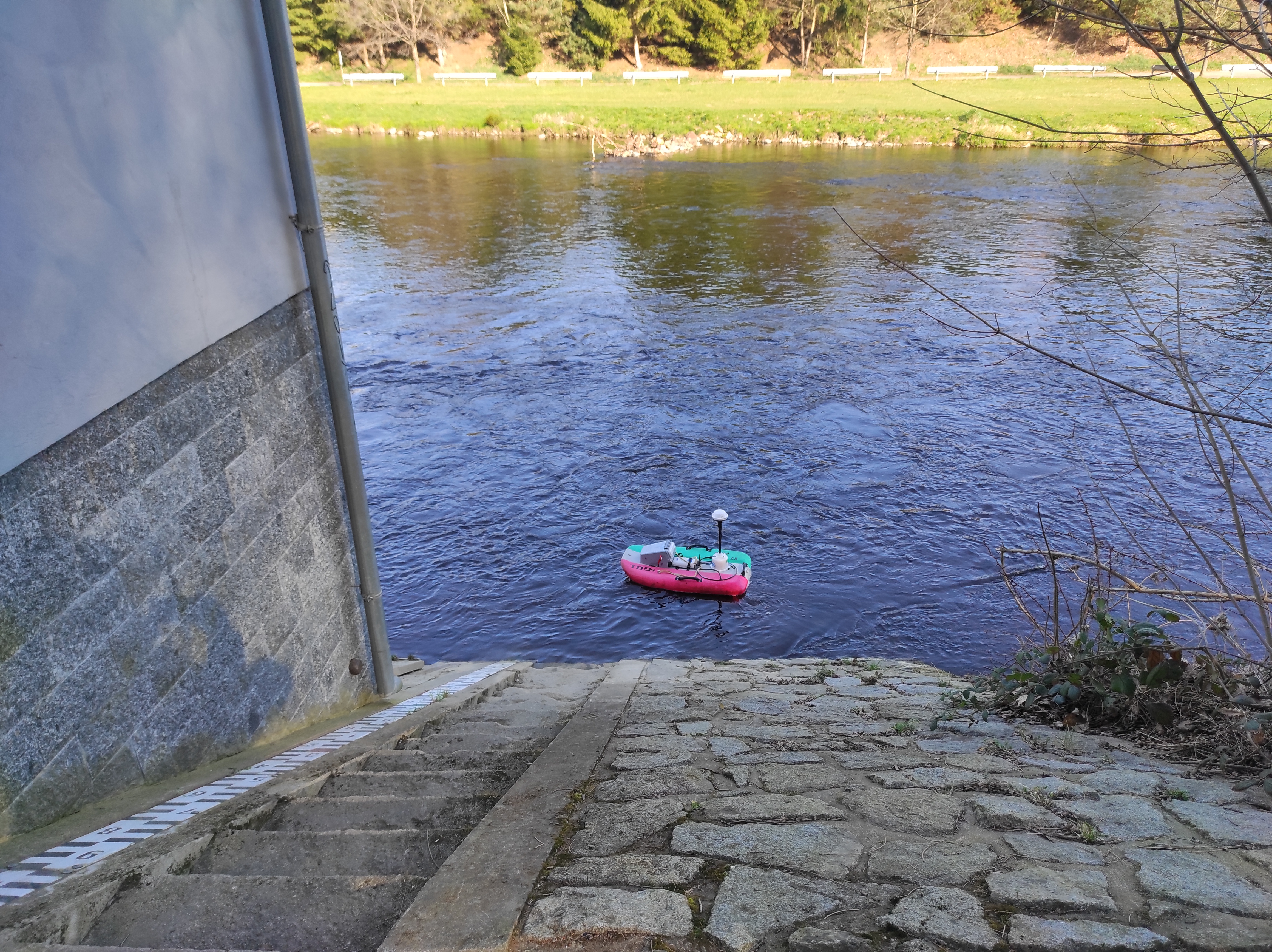
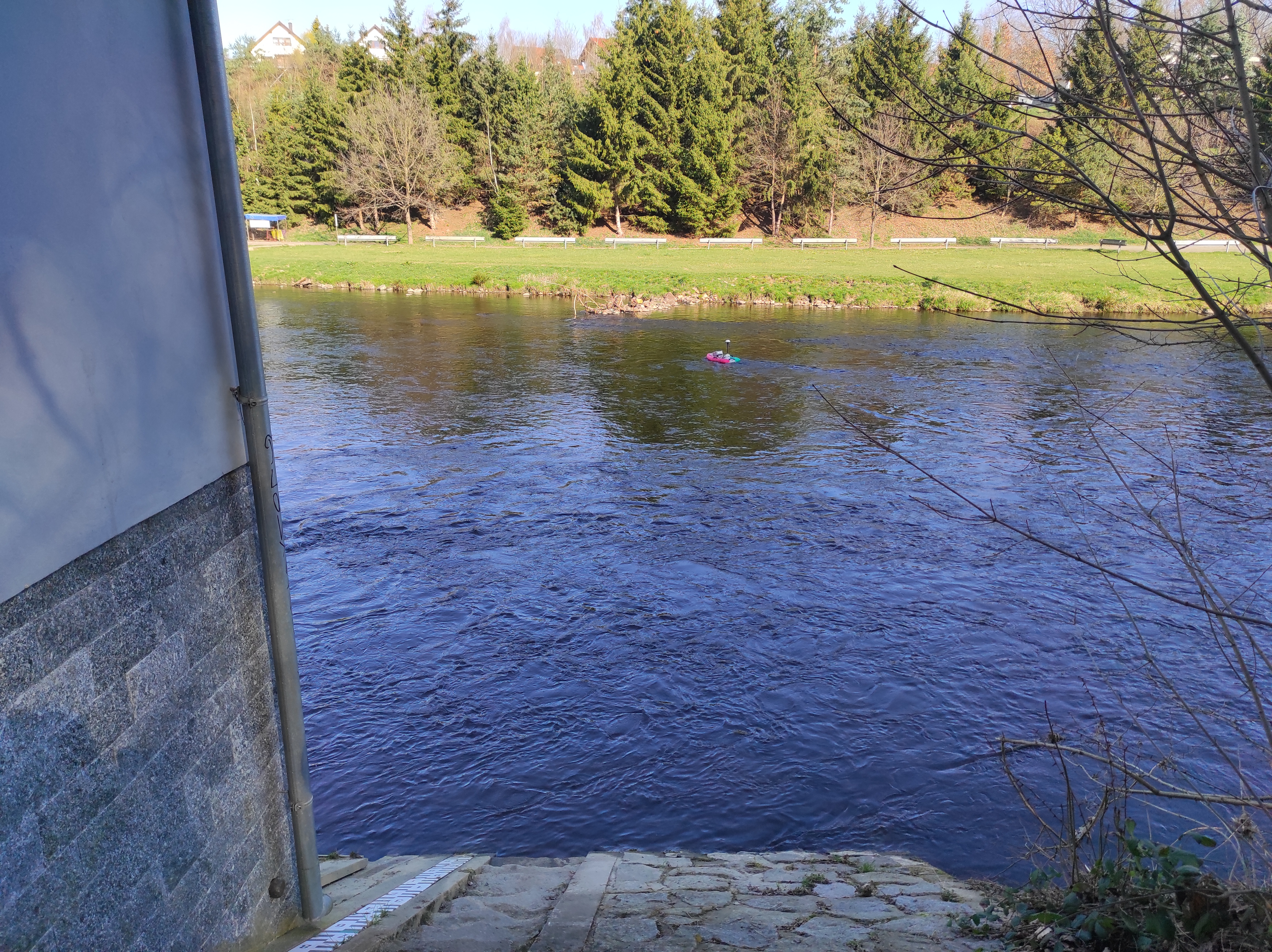